# Denis Voronenkov
Denis Nikolayevich Voronenkov (em russo:  Денис Николаевич Вороненков, Níjni Novgorod, 10 de abril de 1971 - Kiev, 23 de março de 2017) foi um político russo e membro da Duma Federal de 2011 a 2016. Depois de deixar o cargo como membro do parlamento em 2016, Voronenkov deixou a Rússia e se estabeleceu na Ucrânia com sua esposa Maria Maksakova Jr., tornando-se um crítico ferrenho do presidente russo Vladimir Putin e da política externa do seu país natal. Ele foi assassinado em Kiev em 23 de março de 2017.

## Assassinato
Voronenkov foi baleado e morto em Kiev, ao deixar o hotel Premier Palace em 23 de março de 2017. O procurador-geral da Ucrânia Yuriy Lutsenko afirmou que Voronenkov foi baleado pelo menos três vezes, incluindo na cabeça, e morreu instantaneamente. Ele estava a caminho de encontrar Ilya Ponomarev, outro ex-deputado russo que vive no exílio na Ucrânia. Seu agressor foi ferido pelo guarda-costas de Voronenkov (que foi fornecido pelo Serviço de Segurança da Ucrânia) e levado para um hospital, onde morreu devido aos seus ferimentos, de acordo com as autoridades. O homem armado carregava um passaporte ucraniano e era procurado pela polícia por acusações de fraudes e lavagem de dinheiro, de acordo com o Procurador-Geral da Ucrânia. Anton Gerashchenko, funcionário do Ministério do Interior da Ucrânia e legislador ucraniano disse que o nome do atirador era Pavel Parshov, cidadão ucraniano e veterano da unidade paramilitar voluntária da Ucrânia. Ele também disse que Parshov foi plantado por serviços russos como um agente secreto para a Guarda Nacional da Ucrânia. Um porta-voz da polícia disse que o assassinato foi provavelmente por encomenda. O guarda-costas de Voronenkov também foi ferido durante o incidente.
O presidente da Ucrânia Petro Poroshenko reagiu ao assassinato, chamando-o de ato de "terrorismo de Estado" russo. Funcionários russos negaram estar envolvidos e chamaram as alegações de "absurdas". O deputado russo e ex-diretor do Serviço Federal de Segurança da Rússia, Nikolay Kovalyov, disse à TV russa que acreditava que o assassinato pode estar relacionado a uma disputa comercial. Ponomarev reagiu ao assassinato afirmando: "Não tenho palavras, o guarda-costas foi capaz de ferir o atacante. A teoria potencial é óbvia. Voronenkov não era um delinquente, mas um investigado que era fatalmente perigoso para as autoridades russas". Lutsenko chamou o assassinato de "típico espetáculo de execução de uma testemunha pelo Kremlin."
Pouco mais de um mês antes de ser assassinado, Voronenkov disse que temia pela segurança de sua família e que estava "cutucando um ponto doloroso do Kremlin" com suas críticas ao presidente russo. Em uma entrevista em março de 2017, ele se referiu à "demonização" na Rússia e declarou: "O sistema perdeu a cabeça, dizem que somos traidores na Rússia e eu digo: 'Quem traímos?'"